# Amstel Gold Race 2016
L'Amstel Gold Race 2016, cinquantunesima edizione della corsa e valevole come undicesima prova dell'UCI World Tour 2016, si svolse il 17 aprile 2016 su un percorso di 248,7 km, con partenza da Maastricht e arrivo a Berg en Terblijt, nei Paesi Bassi. La vittoria fu appannaggio dell'italiano Enrico Gasparotto, il quale completò il percorso in 6h18'03", alla media di 39,471 km/h, precedendo il danese Michael Valgren e il connazionale Sonny Colbrelli.
Sul traguardo di Berg en Terblijt 120 ciclisti, su 200 partiti da Maastricht, portarono a termine la competizione.

## Squadre e corridori partecipanti
| N.      | Cod. | Squadra             |
| ------- | ---- | ------------------- |
| 1-8     | SKY  | Team Sky            |
| 11-18   | EQS  | Etixx-Quick Step    |
| 21-28   | MOV  | Movistar Team       |
| 31-38   | OGE  | Orica-GreenEDGE     |
| 41-48   | TGA  | Team Giant-Alpecin  |
| 51-58   | LTS  | Lotto-Soudal        |
| 61-68   | BMC  | BMC Racing Team     |
| 71-78   | TLJ  | Team Lotto NL-Jumbo |
| 81-88   | LAM  | Lampre-Merida       |
| 91-98   | TNK  | Tinkoff             |
| 101-108 | TFS  | Trek-Segafredo      |
| 111-118 | AST  | Astana Pro Team     |
| 121-128 | KAT  | Team Katusha        |

| N.      | Cod. | Squadra                     |
| ------- | ---- | --------------------------- |
| 131-138 | ALM  | AG2R La Mondiale            |
| 141-148 | FDJ  | FDJ                         |
| 151-158 | IAM  | IAM Cycling                 |
| 161-168 | CPT  | Cannondale Pro Cycling Team |
| 171-178 | DDD  | Team Dimension Data         |
| 181-188 | TSV  | Topsport Vlaanderen-Baloise |
| 191-198 | ROP  | Roompot Oranje Peloton      |
| 201-208 | WGG  | Wanty-Groupe Gobert         |
| 211-218 | DEN  | Direct Énergie              |
| 221-228 | CCC  | CCC Sprandi Polkowice       |
| 231-238 | NIP  | Nippo-Vini Fantini          |
| 241-248 | BAR  | Bardiani-CSF                |

## Ordine di arrivo (Top 10)
| Pos. | Corridore          | Squadra      | Tempo    |
| ---- | ------------------ | ------------ | -------- |
| 1    | Enrico Gasparotto  | Wanty        | 6h18'03" |
| 2    | Michael Valgren    | Tinkoff      | s.t.     |
| 3    | Sonny Colbrelli    | Bardiani     | a 4"     |
| 4    | Bryan Coquard      | Direct       | s.t.     |
| 5    | Michael Matthews   | Orica        | s.t.     |
| 6    | Julian Alaphilippe | Etixx        | s.t.     |
| 7    | Diego Ulissi       | Lampre       | s.t.     |
| 8    | Giovanni Visconti  | Movistar     | s.t.     |
| 9    | Loïc Vliegen       | BMC          | s.t.     |
| 10   | Tim Wellens        | Lotto-Soudal | s.t.     |